# 无腺杜鹃
无腺杜鹃（学名：Rhododendron hemsleyanum var. chengianum）为杜鹃花科杜鹃花属下的一个变种。

## 扩展阅读
- 維基物種上的相關：无腺杜鹃